# Götz Adriani
Götz Adriani (* 21. November 1940 in Stuttgart) ist ein deutscher Kunsthistoriker. Von 1971 bis 2005 war er Direktor der Kunsthalle Tübingen und von 2003 bis 2017 Vorstand der gleichnamigen Stiftung.

## Biografie
Götz Adriani wurde am 21. November 1940 in Stuttgart geboren. Nach dem Abitur studierte Adriani Kunstgeschichte, Archäologie und Geschichte in Tübingen, München und Wien. 1964 wurde er in Tübingen mit dem Thema Der mittelalterliche Predigtort und seine Ausgestaltung zum Dr. phil. promoviert.
Im Jahr 1965 schloss sich ein einjähriges Volontariat an der Staatsgalerie Stuttgart an. 1966 wechselte Adriani ans Hessische Landesmuseum in Darmstadt. Dort war er für die Gemäldeabteilung sowie für die von Joseph Beuys bis zur amerikanischen Pop-Art reichende Sammlung Karl Ströhers zuständig. Dank Letzterem entstanden damals Kontakte zu namhaften deutschen und amerikanischen Künstlern – zu Beuys und Warhol, zu Rauschenberg, Oldenburg, Lichtenstein und Segal, zu Stella, de Maria, Flavin, Baselitz, Palermo, Polke, Richter und Walther.
Im Frühjahr 1971 folgte Götz Adriani einem von Georg Karl Pfahler vermittelten Ruf als Gründungsdirektor an die Kunsthalle Tübingen. Mit Präsentationen von Künstlern der Klassischen Moderne und der Gegenwart, deren Werke im deutschsprachigen Raum noch nicht gezeigt worden waren oder sich als künstlerische Positionen noch kaum durchgesetzt hatten, gelang es Adriani, in Tübingen Ausstellungsprogramme von überregionalem Rang zu verwirklichen. Unter seiner Führung wurde die Kunsthalle im Philosophenweg, insbesondere im ersten Jahrzehnt ihres Bestehens, ein wichtiger Treffpunkt  des zeitgenössischen Kunstgeschehens und der Avantgarde. Hier waren unter anderem erste Retrospektiven beziehungsweise bislang unbekannt gebliebene Werkkomplexe folgender Künstler zu sehen:
- 1972: Franz Erhard Walther; George Segal; Ulrich Rückriem.
- 1973: Joseph Kosuth; Joseph Beuys (auch 1984 und 1988).
- 1974: Piero Manzoni; Richard Hamilton (auch 1978 und 2002).
- 1975: Claes Oldenburg.
- 1976: Bernd und Hilla Becher; Sigmar Polke (auch 2007).
- 1977: Peter Roehr; Frank Stella.
- 1978: Richard Serra.
- 1979: Robert Rauschenberg.
- 1980: Gotthard Graubner.
- 1983: Jean Dubuffet.
- 1988: Andy Warhol (auch 1998).
- 1990: Anselm Kiefer.
- 1990/91: Duane Hanson; Günther Förg.
- 1994: Tom Wesselmann.
- 1997: Robert Longo.
- 1999: Günter Brus.
- 2003: Martin Kippenberger.

Eine weitere wichtige Ausstellungsreihe Adrianis war den vorwiegend französischen Wegbereitern und Protagonisten der Moderne gewidmet. Bis auf wenige Ausnahmen hatten diese wissenschaftlich erarbeiteten Retrospektiven in der Kunsthalle Tübingen ihre Deutschlandpremieren:
- 1976: Henri de Toulouse-Lautrec, Das graphische Werk (auch 2002).
- 1978: Paul Cézanne, Das zeichnerische Werk.
- 1981: Alberto Giacometti.
- 1982: Paul Cézanne, Aquarelle.
- 1984: Edgar Degas; Pastelle Ölskizzen Zeichnungen.
- 1986: Pablo Picasso, Pastelle Zeichnungen Aquarelle; Ingres und Delacroix, Zeichnungen und Aquarelle.
- 1986/87: Henri de Toulouse-Lautrec, Gemälde und Bildstudien.
- 1993: Cézanne, Gemälde.
- 1995: Edgar Degas, Porträts.
- 1996: Auguste Renoir, Gemälde.
- 2001: Henri Rousseau, Der Zöllner, Grenzgänger zur Moderne.
- 2002: Pablo Picasso, Figur und Porträt.
- 2005: Bordell und Boudoir, Schauplätze der Moderne, Cézanne Degas Toulouse-Lautrec Picasso.

Hinsichtlich der Publikumsresonanz konnten diese Ausstellungen selbst im internationalen Vergleich Besucherrekorde aufweisen. So wurden in den 1980er und 90er Jahren Besucherzahlen erreicht, die weit über zweihundert-, ja über dreihunderttausend hinausgingen. Einen besonderen Erfolg erbrachte 1993 die 97 Exponate umfassende Auswahl der Gemälde Cézannes, die zu den größten und wichtigsten Werkschauen des Künstlers gezählt wird. Über 430.000 Besucher kamen während der 15 Wochen Laufzeit in die Kunsthalle und rund 250.000 Katalogbücher konnten verkauft werden – eine Katalogauflage, die bis heute weltweit einmalig ist. 1996 erzielten die 104 Gemälde der ersten Renoir-Ausstellung im deutschsprachigen Raum erneut über 420.000 Besucher. Dabei standen Götz Adriani für seine Vorhaben – einschließlich der durch ihre sorgfältig recherchierten Inhalte und die qualitätvolle Ausstattung ausgezeichneten Katalogpublikationen – ein Ausstellungsetat von jährlich nur 40.000 Euro zur Verfügung.
Aufgrund der von der Kunsthalle erwirtschafteten Überschüsse sowie einer Zuwendung von Georg Zundel, dem Sohn der Stifterin, dessen Sammlung an Arbeiten auf Papier der 1960er und 70er Jahre Götz Adriani zusammenstellte, wurde die städtische Einrichtung im Sommer des Jahres 2003 in eine Stiftung bürgerlichen Rechts umgewandelt. Damit konnte die finanzielle Grundlage zum Fortbestand des Hauses gesichert werden.
Angebote, die Leitung des Museums Folkwang in Essen, der Staatsgalerie Stuttgart, des Museums Ludwig in Köln, der Kunstsammlung Nordrhein-Westfalen in Düsseldorf, die neu zu schaffende Stelle eines Generaldirektors der Frankfurter Museen und nicht zuletzt das Generaldirektorat der Bayerischen Staatsgemäldesammlungen in München zu übernehmen, schlug er aus. Neben seiner Tätigkeit in Tübingen war er auch für andere Institutionen aktiv. So war er drei Mal deutscher Kommissar der Biennale in São Paulo, und seit langem ist er sowohl im Präsidium des Instituts für Auslandsbeziehungen in Stuttgart, als auch im Kuratorium der Kulturstiftung der ZF Friedrichshafen tätig. 1985 zum Honorarprofessor an der Staatlichen Akademie der Bildenden Künste in Karlsruhe ernannt, war Götz Adriani in den Jahren 1999 bis 2004 zudem Gründungsdirektor des Museums für Neue Kunst am Karlsruher ZKM, wo er neben dem Auf- und Ausbau des so genannten Sammlermuseums insgesamt 16 Ausstellungsprojekte – etwa zu Bruce Nauman, Franz West, Tobias Rehberger oder Martin Kippenberger – initiiert und realisiert hat. Von 1994 bis 1999 beriet er den Kunstbeirat des Bundestages hinsichtlich der Ausstattung des Berliner Reichstagsgebäudes mit Kunstwerken und schließlich unterstützt er seit 2001 Frieder Burda bei der Errichtung, beim Betrieb und bei der Programmgestaltung seines Museums in Baden-Baden. Als Mitglied des Vorstandes der Stiftung Frieder Burda organisierte Adriani für das Museum unter anderem umfangreiche Ausstellungen zu Sigmar Polke, Gerhard Richter und Georg Baselitz.
Im Jahr 2005 zog sich Götz Adriani aus dem operativen Geschäft der Kunsthalle Tübingen zurück. Mit einer zweiteiligen Jubiläumsschau beging die Kunsthalle 2011/2012 ihr 40-jähriges Bestehen und erinnerte damit an Adrianis Ausstellungsinitiativen. Adriani ist evangelisch. Zusammen mit seiner Frau, der 1945 geborenen Fotografin Franziska Adriani, gründete er 2020 in Stuttgart die Adriani Stiftung.

## Ehrungen
Für sein kulturelles Engagement erhielt Adriani zahlreiche Preise und Auszeichnungen, darunter den Preis der Theo Wormland-Stiftung in München. Im selben Jahr wurde er mit dem Ordre des Palmes Académiques ausgezeichnet. Ende der 1990er Jahre bekam Adriani den Stiftungspreis der Württembergischen Hypothekenbank für Kunst und Wissenschaft und den Ordre des Arts et des Lettres. Er bekam die Verdienstmedaille des Landes Baden-Württemberg, den Orden der französischen Ehrenlegion, das Verdienstkreuz erster Klasse der Bundesrepublik Deutschland und das Ehrenbürgerrecht der Universitätsstadt Tübingen.

## Bibliografie (Auswahl)
- Der mittelalterliche Predigtort und seine Ausgestaltung, Tübingen 1966.
- mit Gerhard Bott, Bildnerische Ausdrucksformen 1960–1970, Sammlung Karl Ströher im Hessischen Landesmuseum Darmstadt, Darmstadt 1970
- Willi Baumeister, Gemälde. Katalogpublikation Kunsthalle Tübingen. Kunstverein Ludwigshafen – Kunstverein Mannheim; Städtische Kunstsammlungen Bonn, Tübingen und Köln 1971
- Franz Erhard Walther, Werkmonographie, Arbeiten 1955–1963, Material zum 1. Werksatz 1963–1969, Katalogpublikation mit erstem Werkverzeichnis Kunsthalle Tübingen, Köln 1972
- Klaus Rinke, Zeit Time, Raum Space, Körper Body, Handlungen Transformations, hrsg. v. Götz Adriani, Katalogpublikation Kunsthalle Tübingen, Köln 1972
- mit Winfried Konnertz und Karin Thomas: Joseph Beuys. Köln 1973, 1979, 1981, 1983, 1994, englischsprachige Ausgabe New York 1979
- mit Dieter Koepplin, Zeichnungen von Claes Oldenburg, Katalogpublikation Kunsthalle Tübingen; Kunstmuseum Basel; Städtische Galerie im Lenbachhaus München; Nationalgalerie Berlin; Kaiser-Wilhelm-Museum Krefeld; Museum des 20. Jahrhunderts Wien; Kunstverein in Hamburg; Städtische Galerie im Städelschen Kunstinstitut Frankfurt am Main; Kestner-Gesellschaft Hannover; Louisiana Museum Humlebaek, Tübingen und Basel 1975
- Georg Friedrich Zundel 1875/1975, hrsg. v. Götz Adriani, Katalogpublikation Kunsthalle Tübingen, Tübingen 1975.
- Joseph Beuys, Zeichnungen zu den beiden 1965 wieder entdeckten Skizzenbüchern »Codices Madrid« von Leonardo da Vinci, Stuttgart 1975.
- B.H.D. Buchloh, Sigmar Polke, Bilder Tücher Objekte, Werkauswahl 1962–1971, hrsg. v. Götz Adriani, Katalogpublikation mit erstem Werkverzeichnis Kunsthalle Tübingen; Kunsthalle Düsseldorf; Stedelijk van Abbe-Museum Eindhoven, Köln 1976
- Toulouse-Lautrec. Das gesamte graphische Werk. In Zusammenarbeit mit Wolfgang Wittrock. Katalogpublikation Kunsthalle Tübingen, Köln 1976
- Deutsche Malerei im 17. Jahrhundert. Köln 1977; rumänischsprachige Ausgabe Bukarest 1982.
- Bernhard und Hilla Becher, Typologien industrieller Bauten 1963–1975, Katalogpublikation XIV. Bienal Internacional de São Paulo 1977
- Richard Serra, Arbeiten 66–77, hrsg. v. Götz Adriani, Hans Albert Peters und Clara Weyergraf, Katalogpublikation mit erstem Werkverzeichnis Kunsthalle Tübingen; Staatliche Kunsthalle Baden-Baden, Tübingen und Baden-Baden 1978
- Paul Cézanne, Zeichnungen. Katalogpublikation Kunsthalle Tübingen, Köln 1978, 2002; spanischsprachige Ausgabe Barcelona 1981, japanischsprachige Ausgabe Tokio 1997
- Toulouse-Lautrec und das Paris um 1900, Köln 1978.
- mit Werner N. Greiner, Robert Rauschenberg, Zeichnungen Gouachen Collagen 1949–1979, Katalogpublikation Kunsthalle Tübingen; Kunsthalle Berlin, München und Zürich 1979
- Joseph Beuys, Katalogpublikation XV. Bienal Internacional de São Paulo 1979.
- Hannah Höch, Fotomontagen Gemälde Aquarelle, hrsg. v. Götz Adriani, Katalogpublikation Kunsthalle Tübingen; Kunstmuseum Hannover; Von der Heydt-Museum Wuppertal; Frankfurter Kunstverein, Köln 1980
- Paul Cezanne, Der Liebeskampf, Aspekte zum Frühwerk Cezannes, München und Zürich 1980.
- Paul Cézanne, Aquarelle, Katalogpublikation Kunsthalle Tübingen; Kunsthaus Zürich, Köln 1981, 2002.
- Willi Baumeister 1889 bis 1955, Katalogpublikation Institut für Auslandsbeziehungen, Stuttgart 1981.
- Edgar Degas, Pastelle Ölskizzen Zeichnungen, Katalogpublikation Kunsthalle Tübingen; Nationalgalerie Berlin, Köln 1984, 2004, französischsprachige Ausgabe Paris 1985
- Joseph Beuys, Ölfarben 1949–1967, hrsg. v. Götz Adriani, Katalogpublikation Kunsthalle Tübingen; Kunstverein in Hamburg; Kunsthaus Zürich, Tübingen 1984.
- Toulouse-Lautrec, Gemälde und Bildstudien, Katalogpublikation Kunsthalle Tübingen, Köln 1986, 2002, englischsprachige Ausgabe London 1987.
- Toulouse-Lautrec, Das gesamte graphische Werk, Sammlung Gerstenberg, Katalogpublikation mit Werkverzeichnis Nationalgalerie Berlin; Haus der Kunst München; Staatliche Kunsthalle Baden-Baden; Wallraf-Richartz-Museum Köln; Rijksmuseum Vincent van Gogh Amsterdam; Royal Academy London, Köln 1986, 2002, englischsprachige Ausgabe London 1988, japanischsprachige Ausgabe Tokio 1990.
- Werner Spies, Picasso, Pastelle Aquarelle Zeichnungen, hrsg. v. Götz Adriani Katalogpublikation Kunsthalle Tübingen; Kunstsammlung Nordrhein-Westfalen Düsseldorf, Stuttgart 1986
- Ingres und Delacroix, Zeichnungen und Aquarelle, hrsg. v. Ernst Goldschmidt und Götz Adriani, Katalogpublikation Kunsthalle Tübingen; Palais des Beaux-Arts Brüssel, Köln 1986.
- Werner Spies, Andy Warhol, Cars, hrsg. v. Götz Adriani, Katalogpublikation Kunsthalle Tübingen, Stuttgart 1988.
- Joseph Beuys, Zeichnungen Objekte Druckgrafiken, Katalogpublikation Institut für Auslandsbeziehungen, Stuttgart 1989.
- Sabine Rewald, Paul Klee, Die Sammlung Berggruen, hrsg. v. Götz Adriani, Katalogpublikation Kunsthalle Tübingen, Stuttgart 1989
- Anselm Kiefer, Bücher 1969–1990, Katalogpublikation mit erstem Werkverzeichnis Kunsthalle Tübingen; Kunstverein München; Kunsthaus Zürich, Stuttgart 1990, englischsprachige Ausgabe New York 1991
- Toulouse-Lautrec, Paris 1991.
- Cézanne, Gemälde, mit einem Beitrag zur Rezeptionsgeschichte von Walter Feilchenfeldt, Katalogpublikation Kunsthalle Tübingen, Köln 1993, 2002, englischsprachige Ausgabe New York 1994.
- Collagen Hannah Höch, 1889–1978, Katalogpublikation Institut für Auslandsbeziehungen, Stuttgart 1993.
- Georg Baselitz, Druckgrafik 1965–1992, Katalogpublikation mit Werkverzeichnis Institut für Auslandsbeziehungen, Stuttgart 1994
- Christoph Müller und Walter Springer (Hrsg.): Parnass am Philosophenweg, 25 Jahre Kunsthalle Tübingen und Götz Adriani. Tübingen 1996, ISBN 3-928011-23-5.
- Renoir, Gemälde 1860–1917, Katalogpublikation Kunsthalle Tübingen, Köln 1996, 2004.
- Sigmar Polke, Musik ungeklärter Herkunft, Katalogpublikation Institut für Auslandsbeziehungen, Stuttgart 1997
- Rudolf Schlichter, Gemälde Aquarelle Zeichnungen, hrsg. v. Götz Adriani, Katalogpublikation Kunsthalle Tübingen; Von der Heydt-Museum Wuppertal; Städtische Galerie im Lenbachhaus München, München 1997
- Fabrice Hergott, Kandinsky, Hauptwerke aus dem Centre Georges Pompidou Paris, hrsg. von Götz Adriani, Katalogpublikation Kunsthalle Tübingen, Köln 1999
- Kunst Sammeln, hrsg. v. Götz Adriani, Katalogpublikation Museum für Neue Kunst ZKM Karlsruhe, Ostfildern 1999.
- Bruce Nauman, Werke aus den Sammlungen Froehlich und FER, hrsg. v. Götz Adriani, Katalogpublikation Museum für Neue Kunst ZKM Karlsruhe, Ostfildern 1999
- Bill Viola, Stations, hrsg. v. Götz Adriani, Katalogpublikation Museum für Neue Kunst ZKM Karlsruhe, Ostfildern 2000
- Sigmar Polke, Werke aus der Sammlung Froehlich, hrsg. v. Götz Adriani, Katalogpublikation Museum für Neue Kunst ZKM Karlsruhe, Ostfildern 2000.
- Franz West, In & Out, hrsg. v. Götz Adriani, Katalogpublikation Museum für Neue Kunst ZKM Karlsruhe; Museo Nacional Centro de Arte Reina Sofia Madrid, Ostfildern 2000
- Ben Willikens, Spazi negli spazi, Räume in Räumen, hrsg. v. Götz Adriani, Katalogpublikation Galleria d’Arte Moderna di Palazzo Pitti Florenz, Ostfildern 2000
- Henri Rousseau, Der Zöllner, Grenzgänger zur Moderne, Katalogpublikation Kunsthalle Tübingen, Köln 2001
- Minimal Art aus den Sammlungen FER, Froehlich und Siegfried Weishaupt, hrsg. v. Götz Adriani, Katalogpublikation Museum für Neue Kunst ZKM Karlsruhe, Ostfildern 2001
- Sylvie Fleury 49000, hrsg. v. Götz Adriani, Katalogpublikation Museum für Neue Kunst ZKM Karlsruhe, Ostfildern 2001.
- Keith Haring, Heaven and Hell, hrsg. v. Götz Adriani, Katalogpublikation Museum für Neue Kunst ZKM Karlsruhe; Museum Boijmans van Beuningen Rotterdam, Ostfildern 2001
- Picasso, Figur und Porträt, Hauptwerke aus der Sammlung Bernard Picasso, hrsg. v. Götz Adriani, Evelyn Benesch und Ingried Brugger, Katalogpublikation Kunstforum Wien; Kunsthalle Tübingen, Wien und Tübingen 2002.
- Tobias Rehberger, Geläut – bis ich’s hör’, hrsg. v. Götz Adriani, Katalogpublikation Museum für Neue Kunst ZKM Karlsruhe, Köln 2002
- Hans Peter Reuter, Bilder 1972–2002, hrsg. v. Götz Adriani, Katalogpublikation Kunsthalle Tübingen, Köln 2002.
- Kunst im Reichstagsgebäude, Im Auftrag des Deutschen Bundestages, hrsg. v. Götz Adriani, Andreas Kaernbach und Karin Stempel, Köln 2002.
- Martin Kippenberger, Das 2. Sein, hrsg. v. Götz Adriani, Museum für Neue Kunst ZKM Karlsruhe, Köln 2003
- Martin Kippenberger, Schattenspiel im Zweigwerk, Die Zeichnungen, hrsg. v. Götz Adriani, Katalogpublikation Museum für Neue Kunst ZKM Karlsruhe – Kunsthalle Tübingen, Köln 2003.
- Werke aus der Sammlung Boros, hrsg. v. Götz Adriani, Katalogpublikation Museum für Neue Kunst ZKM Karlsruhe, Ostfildern 2004.
- Bordell und Boudoir, Schauplätze der Moderne, Cézanne Degas Toulouse-Lautrec Picasso, Katalogpublikation Kunsthalle Tübingen, Ostfildern 2005.
- Toulouse-Lautrec, Das gesamte graphische Werk, Bildstudien und Gemälde, Katalogpublikation mit Werkverzeichnis Kunsthalle der Hypo-Kulturstiftung, München 2005.
- Die Kunst des Handelns, Meisterwerke des 14. bis 20. Jahrhunderts bei Fritz und Peter Nathan, hrsg. v. Götz Adriani, Katalogpublikation Kunsthalle Tübingen, Ostfildern 2005.
- Anselm Kiefer, Für Paul Celan, Katalogpublikation Galerie Thaddaeus Ropac, Salzburg 2005.
- Paul Cezanne, Leben und Werk, München 2006, 2008.
- Polke, Eine Retrospektive, Die Sammlungen Frieder Burda Josef Froehlich Reiner Speck, Katalogpublikation Museum Frieder Burda Baden-Baden; Museum Moderner Kunst Stiftung Ludwig Wien, Ostfildern 2007.
- Heribert C. Ottersbach, In Erwartung der Ereignisse, Werke 1995–2006, hrsg. v. Götz Adriani, Katalogpublikation Kunsthalle Tübingen, Ostfildern 2007
- Gerhard Richter, Bilder aus privaten Sammlungen, Katalogpublikation Museum Frieder Burda Baden-Baden; National Art Museum of China Beijing; National Gallery Edinburgh; Albertina Wien; MKM Museum Küppersmühle für Moderne Kunst Duisburg, Ostfildern 2008, chinesischsprachige Ausgabe Beijing 2008, englischsprachige Ausgabe Edinburgh 2008
- Die Künstler der Kaiser, Von Dürer bis Tizian, von Rubens bis Velázquez aus dem Kunsthistorischen Museum in Wien, Katalogpublikation Museum Frieder Burda Baden-Baden, Köln 2009.
- Baselitz, 50 Jahre Malerei, Katalogpublikation Museum Frieder Burda Baden-Baden, Ostfildern 2009.
- mit Peter Weibel, Just what is it ... 100 Jahre Kunst der Moderne aus privaten Sammlungen in Baden-Württemberg, 10 Jahre Museum für Neue Kunst im ZKM, Katalogpublikation Museum für Neue Kunst ZKM Karlsruhe, Ostfildern 2009
- Unternehmer Kunst Sammler, Private Museen in Baden-Württemberg, Stuttgart 2009.
- Cézanne Picasso Polke & Co., 40 Jahre Kunsthalle Tübingen und Götz Adriani, hrsg. von der Stiftung Kunsthalle Tübingen, Katalogpublikation Kunsthalle Tübingen, Köln 2011.
- Copley, Katalogpublikation Museum Frieder Burda Baden-Baden; Max Ernst Museum Brühl; Stiftung Ahlers Pro Arte Hannover, Heidelberg 2012.
- mit Walter Smerling, Joseph Beuys – Anselm Kiefer, Zeichnungen Gouachen Bücher, Katalogpublikation MKM Museum Küppersmühle für moderne Kunst, Duisburg 2012
- Eine Partnerschaft auf Distanz. In: Ambroise Vollard, Erinnerungen an Edgar Degas, Wien 2012.
- Toulouse-Lautrec und der Sammler Otto Gerstenberg. In: Die historische Sammlung Otto Gerstenberg, Band I, hrsg. von Julietta Scharf und Hanna Strzoda, Ostfildern 2012, S. 258 ff.
- 1514. Macht. Gewalt. Freiheit. Der Vertrag zu Tübingen in Zeiten des Umbruchs, hrsg. v. Götz Adriani und Andreas Schmauder, Katalogpublikation Kunsthalle Tübingen, Ostfildern 2014, ISBN 978-3-7995-0570-3 (Museumsausgabe), ISBN 978-3-7995-0550-5 (Verlagsausgabe)
- 40 | 10, 40 Jahre Sammlung, 10 Jahre Museum Frieder Burda, hrsg. v. Götz Adriani und Hans-Joachim Müller, Katalogpublikation Museum Frieder Burda Baden-Baden, Ostfildern 2014, ISBN 978-3-9811606-6-6 (Museumsausgabe), ISBN 978-3-7757-3906-1 (Buchhandelsausgabe)
- ».....Höhere Wesen befehlen«. Arbeiten auf Papier aus der Sammlung Frieder Burda, hrsg. v. Götz Adriani und Friedhelm Hütte, Katalogpublikation Deutsche Bank KunstHalle, Ostfildern 2014, ISBN 978-3-7757-3929-0.